# Melanerpes hypopolius
El carpintero pechigrís (Melanerpes hypopolius) es una especie de pájaro carpintero del género Melanerpes endémica del suroeste de México.